# David Rintoul
David Rintoul, född David Wilson den 29 november 1948 i Aberdeen, är en brittisk  (skotsk) skådespelare. Rintoul har bland annat spelat Mr Darcy i BBC:s Stolthet och fördom från 1980. Han har även medverkat i bland annat Järnladyn och The Crown.

## Filmografi i urval
- 1975 – Five Red Herrings (TV-serie)
- 1978 – Lillie (TV-serie)  (Miniserie)
- 1979 – Prince Regent (TV-serie)
- 1980 – Stolthet och fördom (TV-serie)
- 1981 – The Cherry Orchard (TV-film)
- 1990 – Poirot (TV-serie) ("The Mysterious Affair at Styles")
- 1990 – Taggart (TV-serie)
- 1993–1996 – Doctor Finlay (TV-serie)
- 2001 – Hornblowers äventyr (TV-serie)
- 2004–2016 – Greta Gris (TV-serie)  (röst)
- 2005 – Taggart (TV-serie)
- 2010 – Morden i Midsomer (TV-serie)
- 2010 – The Ghost Writer
- 2011 – My Week with Marilyn
- 2011 – Järnladyn
- 2013 – The Bible (Miniserie)
- 2016 – Game of Thrones (TV-serie)
- 2019 – The Crown (TV-serie)